# ثيلرا
بلدية ثيلرا (بالإسبانية: Celrá) هي بلدية تقع في مقاطعة جرندة التابعة لمنطقة كتالونيا شمال شرق إسبانيا.

## الديموغرافيا
بلغ عدد سكان بلدية ثيلرا 4.772 نسمة عام 2011 (وفقاً للمعهد الوطني الإسباني للإحصاء).
| 2.522 | 2.640 | 2.860 | 3.510 | 3.947 | 4.513 | 4.772 |